# Çekdar Orhan
Çekdar Orhan (* 8. März 1998 in Hakkâri) ist ein deutsch-türkischer Fußballspieler kurdischer Abstammung. Er ist jeweils ein Neffe von Ersin Korkut und Yılmaz Erdoğan.

## Karriere

### Vereine
Orhan durchlief die Jugendmannschaften der Vereine Borussia Mönchengladbach, Wuppertaler SV, 1. FC Mönchengladbach und wechselte im Sommer 2018 in den Nachwuchs von Galatasaray Istanbul. Im Dezember 2018 erhielt er einen Profivertrag, spielte aber weiterhin für die Nachwuchs- bzw. Reservemannschaften.
Zur Saison 2019/20 wechselte er zum türkischen Zweitligisten Akhisarspor.

### Nationalmannschaft
Orhan spielte für die türkische U-16-Nationalmannschaft. Mit ihr nahm er 2014 am Ägäis-Pokal teil und wurde bei dem Turnier mit seinem Team Zweiter.

## Erfolge
Mit der türkischen U-16-Nationalmannschaft
- Zweiter im Ägäis-Pokal: 2014